# Bhad Bhabie
Danielle Marie Bregoli (Boynton Beach, Florida; 26 de marzo de 2003), conocida artísticamente como Bhad Bhabie, es una rapera estadounidense. 
Se hizo reconocida por el vídeo viral que se convirtió en meme en la que dice la frase «Catch me outside, how ʼbout dah?» después de aparecer en un episodio de Dr. Phil en septiembre de 2016. En 2017 Bregoli se convirtió en una de las raperas más jóvenes en aparecer en el Billboard Hot 100 con su sencillo debut «These Heaux». Posteriormente firmó un contrato con Atlantic Records. y ahora se ha expandido a un reality show, una marca de maquillaje, giras y una carrera musical. Bregoli lanzó su primer mixtape, «15», en septiembre de 2018. Su sencillo principal, «Hi Bich», se convirtió en su segundo sencillo en aparecer en la lista Hot 100 de Billboard.

## Primeros años
Danielle Bregoli nació el 26 de marzo de 2003. Sus padres, Ira Peskowitz y Barbara Ann Bregoli, salieron durante un año antes de que Barbara se quedara embarazada y terminaron su relación cuando Bregoli era una niña. Bregoli fue criada principalmente por su madre y está distanciada de su padre, un oficial de policía, quien trabaja para el Departamento de Policía de Palm Beach. Su padre es judío, mientras que su madre es de ascendencia italiana.

## Carrera
El 14 de septiembre de 2016, Bregoli y su madre, Bárbara Ann, fueron entrevistadas en el programa de Dr. Phil para el segmento " I Want To Give Up My Car-Stealing, Knife-Wielding, Twerking 13-Year-Old Daughter Who Tried To Frame Me For A Crime" para hablar del comportamiento de Danielle Bregoli, el cual incluyó el robo de un vehículo perteneciente a un miembro del personal del programa mientras se grababa el episodio. Cuando Bregoli se molestó por las risas de la audiencia hacia ella, respondió diciendo: «Cash me ousside, how bout dat»; su pronunciación de la frase se convirtió en un meme y la convirtieron en la  "Cash Me Outside' Girl". El 10 de febrero de 2017, Bregoli reapareció en el programa, pero esta vez sin audiencia en el estudio, debido a lo sucedido en el programa anterior. Su primera aparición en el programa, así como su frase, inspiró a DJ Suede The Remix God a crear un sencillo, el cual entró en el Billboard Hot 100, Streaming Songs, y en el Hot R&B/Hip-Hop Songs el 4 de marzo de 2017. La canción terminó en una serie de vídeos de baile subidos a YouTube.

### Música
Bregoli lanzó su primer sencillo llamado «These Heaux» el 26 de agosto de 2017 y alcanzó el puesto número 77 en el Billboard Hot 100, convirtiéndose en la rapera más joven en debutar en esta lista. El éxito de "These Heaux" motivó a Atlantic Records a firmar un contrato para múltiples álbumes a Danielle Bregoli. En septiembre de 2017 lanzó el remix  de «Roll in Peace» de Kodak Black y la canción de Tee Grizzley y Lil Yachty canción "From the D to the A". El 22 de septiembre de 2017, lanzó "Hi Bich" qué logró la posición 68 del Billboard Hot 100 y un día después, "Whachu Know", como sencillo junto al vídeo, el cual recibió encima 3 millones de vistas en 24 horas. Después de un corto descanso, el 30 de noviembre de 2017 lanzó otro sencillo "I Got It", seguido por "Mama Don't Worry (Still Ain't Dirty)" en diciembre. En el último, ella rapea sobre su pasado, y que su aparición en Dr. Phil tendría que ser olvidada. Este tema se repite en el vídeo de "Both of Em", en el que entierra a su pasado en una tumba. En "Hi Bich (Remix)" colabora por primera vez con otros artistas, incluyendo YBN Nahmir,Rich the Kid y Asian Doll (en el vídeo, por razones desconocidas YBN Nahmir estuvo reemplazado por MadeinTYO).
El 26 de marzo de 2018, celebró su cumpleaños con una nueva canción, "Gucci Flip Flops" presentando a Lil Yachty y el 2 de mayo, fue lanzado el vídeo oficial. Dos días más tarde, recibió una certificación de oro del RIAA por su sencillo "Hi Bich". En abril, lanzó un freestyle llamado "Who Run It".
Su primera gira a través de América del Norte y Europa, junto con Asian Doll, empezó el 14 de abril de 2018.
El 17 de octubre, fue lanzada la canción "Juice" como sencillo junto al rapero YG. YG no aparece en el video oficial.

## Controversias
En 2018, Bregoli le arrojó un trago a la rapera australiana Iggy Azalea en una fiesta organizada por Cardi B. Bregoli le dijo a los paparazzi que lo había hecho debido a comentarios previos que Azalea hizo en Instagram, mientras que Azalea respondió con una serie de tuits condenando a Bregoli.
En diciembre de 2019, se publicó en Instagram un video de Bregoli con trenzas cuadradas, lo que generó controversia sobre la apropiación cultural y su posterior decisión de hacer una pausa en las redes sociales.

## Vida personal
En diciembre de 2023 anunció que iba a ser madre por primera vez. En marzo de 2024 nació su hija, Kali Love.

## Filmografía
- Dr. Phil  (2016-2017; 2 apariciones)
- Bringing Up Bhabie (2019-presente; elenco principal)

### Giras
- Bhanned in the USA Tour (2018-2019)
- El Tour 2020 (2020; cancelado[27])

## Discografía

### Mixtapes
- 2018: 15

### Sencillos
| Title                                                                     | Año  | Posiciones gráficas | Posiciones gráficas | Posiciones gráficas | Certificaciones           | Álbum               |
| Title                                                                     | Año  | US                  | US R&B/HH           | CAN                 | Certificaciones           | Álbum               |
| ------------------------------------------------------------------------- | ---- | ------------------- | ------------------- | ------------------- | ------------------------- | ------------------- |
| "These Heaux"                                                             | 2017 | 77                  | 34                  | 57                  | - RIAA: Gold              | Sencillo sin álbum  |
| "Hi Bich"                                                                 | 2017 | 68                  | 29                  | 66                  | - RIAA: Platinum          | 15                  |
| "Whachu Know"                                                             | 2017 | —                   | —                   | —                   |                           | Sencillo sin álbum  |
| "I Got It"                                                                | 2017 | —                   | —                   | —                   |                           | 15                  |
| "Mama Don't Worry (Still Ain't Dirty)"                                    | 2017 | —                   | —                   | —                   |                           | 15                  |
| “Both of Em”                                                              | 2018 | —                   | —                   | —                   |                           | Sencillo sin álbum  |
| "Gucci Flip Flops" (con Lil Yachty)                                       | 2018 | 79                  | 39                  | 62                  | - RIAA: Platino - MC: Oro | 15                  |
| "Trust Me" (con Ty Dolla Sign)                                            | 2018 | —                   | —                   | —                   |                           | 15                  |
| "Geek'd" (con Lil Baby)                                                   | 2018 | —                   | —                   | —                   |                           | 15                  |
| "Babyface Savage" (con Tory Lanez)                                        | 2019 | —                   | —                   | 78                  |                           | Sencillos sin álbum |
| "Bestie" (con Kodak Black o Megan Thee Stallion)                          | 2019 | —                   | —                   | —                   | - RIAA: Oro               | Sencillos sin álbum |
| "Spaz" (con YBN Nahmir)                                                   | 2019 | —                   | —                   | —                   |                           | Sencillos sin álbum |
| "Lotta Dem"                                                               | 2019 | —                   | —                   | —                   |                           | Sencillos sin álbum |
| "Get Like Me" (con NLE Choppa)                                            | 2019 | —                   | —                   | —                   |                           | Sencillos sin álbum |
| "That's What I Said"                                                      | 2020 | —                   | —                   | —                   |                           | Sencillos sin álbum |
| "Do It Like Me"                                                           | 2020 | —                   | —                   | —                   |                           | Sencillos sin álbum |
| “Miss Understood”                                                         | 2021 | —                   | —                   | —                   |                           | Sencillos sin álbum |
| "Bi Polar"                                                                | 2021 | —                   | —                   | —                   |                           | Sencillos sin álbum |
| "—" denota un título que no se posicionó o no se lanzó en ese territorio. |      |                     |                     |                     |                           |                     |

### Sencillos promocionales
| Título                           | Año  | Álbum | Plataforma |
| -------------------------------- | ---- | ----- | ---------- |
| "15 (Intro)"                     | 2018 | 15    | YouTube    |
| "Yung and Bhad" (con City Girls) | 2018 | 15    | Todas      |
| "Bout That”                      | 2018 | 15    | YouTube    |
| "Thot Opps (Clout Drop)"         | 2018 | 15    | YouTube    |
| "Bhad Bhabie Story"              | 2018 | 15    | YouTube    |
| "$" (con Lil Gotit)              | 2020 | —     | YouTube    |

### Apariciones como invitada
| Title             | Año  | Otro(s) artista(s)         | Álbum           |
| ----------------- | ---- | -------------------------- | --------------- |
| "Cash Me Outside" | 2017 | DJ Suede the Remix God     | —               |
| "Playboy Style"   | 2018 | Clean Bandit, Charli XCX   | '"What Is Love" |
| "Whatcha Gon Do"  | 2019 | Benzi, Rich the Kid, 24hrs | —               |
| "Vibe Check"      | 2022 | Olivia Lunny               | —               |

### Videografía
| Titulo                                             | Año  | Artista(s)                                             | Director          |
| '"These Heaux"                                     | 2017 | Bhad Bhabie                                            | GOOD BOY SHADY    |
| "Hi Bich" / "Whachu Know"                          | 2017 | Bhad Bhabie                                            | Ronny J           |
| "I Got It"                                         | 2017 | Bhad Bhabie                                            | Desconocido       |
| "Mama Don’t Worry (Still Ain’t Dirty)"             | 2017 | Bhad Bhabie                                            | Desconocido       |
| "Both of Em"                                       | 2018 | Bhad Bhabie                                            | Desconocido       |
| "Hi Bich (Remix)"                                  | 2018 | Bhad Bhabie (con Rich The Kid, Asian Doll y MadeinTYO) | Desconocido       |
| "Gucci Flip Flops"                                 | 2018 | Bhad Bhabie (con Lil Yachty)                           | Nicholaus Goossen |
| "Trust Me"                                         | 2018 | Bhad Bhabie (con Ty Dolla $ign)                        | Nicholaus Goossen |
| "Thot Opps (Clout Drop)" / "Bout That"             | 2018 | Bhad Bhabie                                            | Nicholaus Goossen |
| "Geek’d"                                           | 2018 | Bhad Bhabie (con Lil Baby)                             | Nicholaus Goossen |
| "No More Love" / "Famous" (Short Video)            | 2018 | Bhad Bhabie                                            | Nicholaus Goossen |
| "Count It"                                         | 2018 | Bhad Bhabie and $hirak                                 | Nicholaus Goossen |
| "Juice"                                            | 2018 | Bhad Bhabie (con YG)                                   | Cris Cyborg       |
| "Babyface Savage"                                  | 2019 | Bhad Bhabie (con Tory Lanez)                           | Desconocido       |
| "Bestie"                                           | 2019 | Bhad Bhabie (con Kodak Black)                          | D. A. Doman       |
| "Get Like Me"                                      | 2019 | Bhad Bhabie (con NLE Choppa)                           | Desconocido       |
| "Babyface Savage" (TikTok Dance Compilation Video) | 2019 | Bhad Bhabie (con Tory Lanez)                           | —                 |
| "That's What I Said"                               | 2020 | Bhad Bhabie                                            | Go Grizzly        |
| "Miss Understood"                                  | 2021 | Bhad Bhabie                                            | Desconocido       |
| "Bi Polar"                                         | 2021 | Bhad Bhabie                                            | Desconocido       |

### Remixes
- 2017: "Roll In Peace" (originalmente interpretado por Kodak Black con XXXTentacion)
- 2017: "From the D to the A" (originalmente interpretado por Tee Grizzley con Lil Yachty)
- 2018: "Rubbin Off the Paint" (originalmente interpretado por YBN Nahmir)
- 2018: "Who Run It" (originalmente interpretado por G Herbo)

## Premios y nombramientos
| Año  | Asociación             | Categoría                                           | Resultado |
| ---- | ---------------------- | --------------------------------------------------- | --------- |
| 2017 | MTV Movie & TV Awards  | Trending ("Cash Me Outside How Bow Dat" – Dr. Phil) | Nominado  |
| 2018 | Billboard Music Awards | Top Rap Female Artist                               | Nominado  |